# Thronrede

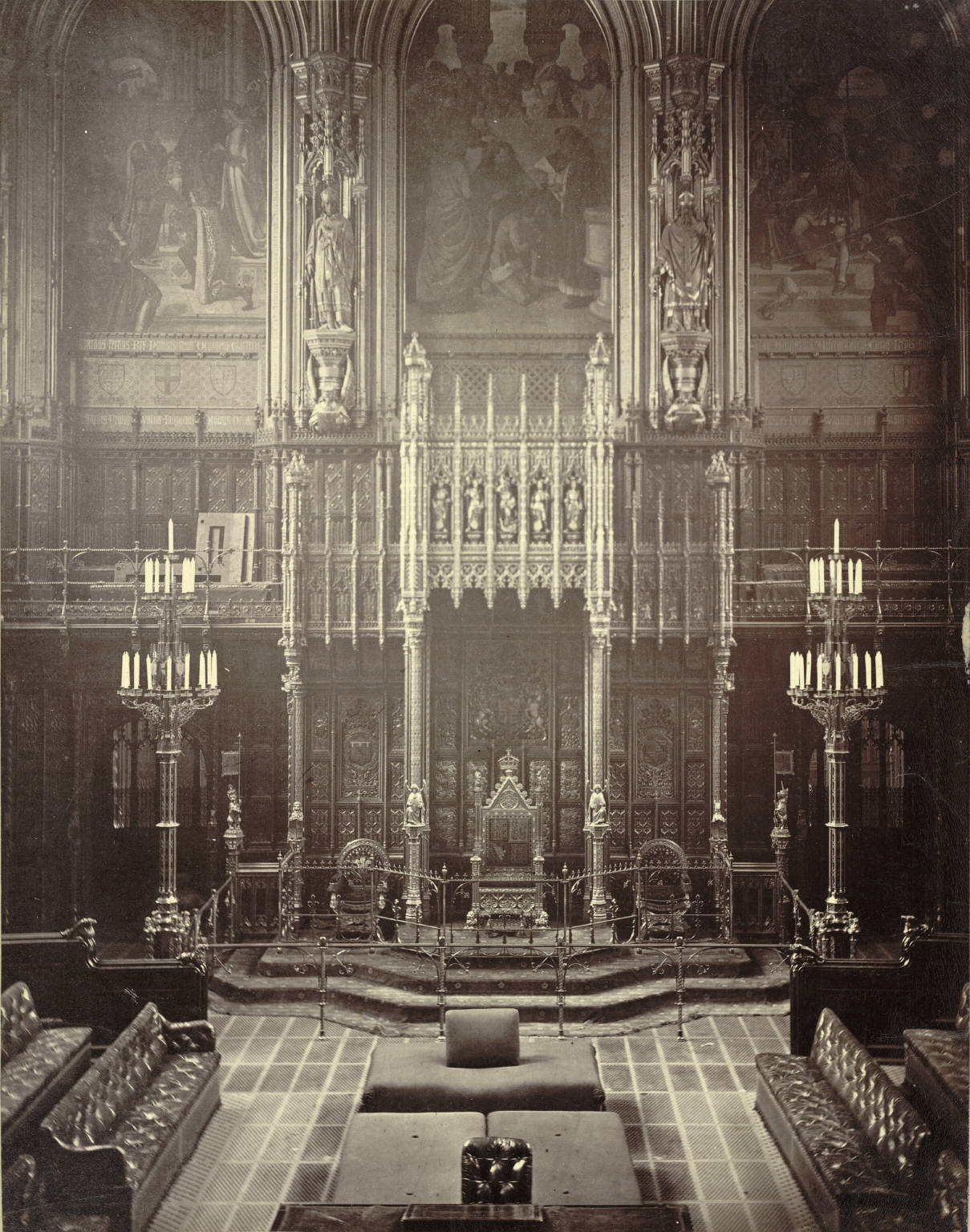
Thron im House of Lords, von wo der britische Monarch seine Rede zur Parlamentseröffnung hält

Die Thronrede ist in einigen parlamentarisch-demokratischen Monarchien die jährliche Ansprache des Staatsoberhaupts während der Parlamentseröffnung, in der die Regierung die Zielsetzungen ihrer Politik für das kommende Jahr bekanntgibt. Die Rede wird vom Regierungschef entworfen, aber vom Staatsoberhaupt verlesen. Die Thronrede des Monarchen ist somit nichts anderes als das „Regierungsprogramm“. Die Thronrede dient auch als ein Ansatzpunkt für die Kontrolle der Exekutive durch die Legislative.
Solche Thronreden kennen beispielsweise Großbritannien, die Niederlande und Norwegen. In Schweden dagegen hält der König nur eine allgemeine Rede, mit der das Parlament eröffnet wird, und in Dänemark nimmt der König lediglich als Besucher auf der Tribüne an der ersten Parlamentssitzung teil.
Im Fürstentum Liechtenstein, einer konstitutionellen Monarchie, hält der Landesfürst jedes Jahr zur Landtagseröffnung eine Thronrede. Er schreibt die Rede selbst und verliest sie, ohne dass sie dem Regierungschef hätte vorgelegt werden müssen. Folglich handelt es sich auch nicht um die Bekanntgabe des Regierungsprogramms. Vielmehr spricht der Landesfürst Themen an, die ihm für das Land wichtig erscheinen und die er dem Parlament und der Öffentlichkeit mit auf den Weg geben möchte. Diese Ansprachen anlässlich der Landtagseröffung werden sowohl in den Landtagsprotokollen des Landtags des Fürstentums Liechtenstein als auch auf der Website des Fürstenhauses veröffentlicht.
Thronreden in nicht-demokratischen Monarchien dienten zur Eröffnung der Sitzungen der Landesvertretung. Der Monarch stand dabei vor dem Thron, umgeben von seinen Ministern, und wandte sich an die versammelten Mitglieder des Landtags oder Parlaments. In Vertretung des Monarchen konnte die Thronrede auch vom Ministerpräsidenten oder einem anderen Mitglied des Ministeriums im Namen des Monarchen verlesen werden.